# Antonina Zubkova
Antonina Leontievna Zubkova (en ruso: Антонина Леонтьевна Зубкова; Semión, RSFS de Rusia, 12 de octubre de 1920 - Moscú, Unión Soviética, 13 de noviembre de 1950) fue una profesora y aviadora militar soviética. Fue navegante de escuadrón en el 587.º Regimiento Aéreo de Bombarderos (más tarde rebautizado como 125.º Regimiento Aéreo de Bombarderos de la Guardia), uno de los tres regimientos aéreos creados por Marina Raskova e integrados únicamente por mujeres. Por sus heroicas acciones durante la Segunda Guerra Mundial, recibió el título de Heroína de la Unión Soviética (18 de agosto de 1945); además, durante la guerra alcanzó el grado militar de capitán.

## Biografía

### Infancia y juventud
Antonina Zubkova nació el 12 de octubre de 1920 en la aldea (seló) de Semión, en la gobernación de Riazán (RSFS de Rusia), en el seno de una familia campesina trabajadora. En 1935, después de cursar el séptimo curso de secundaria en la escuela rural de su pueblo, se mudó a Korablino, donde estudió hasta graduarse en la escuela en 1938, después ingresó en la Facultad de Mecánica y Matemáticas de la Universidad Estatal de Moscú, donde estudió hasta la invasión alemana de la Unión Soviética en 1941.

### Segunda Guerra Mundial
Después de trabajar inicialmente en la construcción de estructuras defensivas y participar en el servicio de guardia de defensa aérea por la noche. El 8 de octubre de 1941, los periódicos publicaron los llamamientos del Comité Central del Komsomol para el reclutamiento voluntario de miembros del Komsomol en el ejército. Zubkova, junto con otras ocho chicas de su curso, se ofreció como voluntaria. Marina Raskova se reunió con ella y, a pesar de que no tenía ningún tipo de experiencia en la aviación, pensó que sería una buena navegante para bombarderos debido a sus conocimentos de física y matemáticas, por lo que fue aceptada en el grupo de aviación de mujeres en octubre de 1941. Luego se capacitó en la Escuela de Aviación Militar de Engel, su primer entrenamiento de vuelo la conmovió mucho, ya que nunca antes había estado en un avión.
Después de graduarse en navegación en febrero de 1942, fue nombrada jefa de comunicaciones del 587.º Regimiento Aéreo de Bombarderos, que llegó al frente de guerra en enero de 1943 y finalmente recibió la designación de guardias, convirtiéndose en el 125.º Regimiento Aéreo de Bombarderos de la Guardia. Varios meses después de ser nombrada como jefa de comunicaciones, Zubkova fue reelegida para servir como navegante de vuelo. Después de realizar sus primeras doce salidas, entre abril y junio de 1943, recibió su primera condecoración, la Orden de la Estrella Roja. Durante una misión con Nadezhda Fedutenko el 26 de mayo de 1943, su Petliakov Pe-2 fue alcanzado con metralla sobre Krasnodar, hiriendo gravemente a su piloto Fedutenko en la nuca, dejando a Zubkova para llevar el avión al aeródromo. Fue miembro del Partido Comunista de la Unión Soviética desde 1944.
En 1944, fue ascendida al puesto de navegante de escuadrón, y a mediados de marzo de 1945 fue nominada para el título de Héroe de la Unión Soviética por haber realizado 56 salidas de combate, durante los cuales destruyó tres depósitos de municiones, tres trenes, doce tanques, cincuenta vehículos de distintos tipos y cinco posiciones de ametralladora. Además de ayudar a la navegación y a los objetivos de bombardeo, Zubkova tomó fotografías de alta calidad que mostraban los resultados del bombardeo para los informes y el reconocimiento de las tropas enemigas; tales fotografías fueron elogiadas por sus oficiales superiores por brindar información útil sobre las fuerzas enemigas en el terreno y por la evidencia del éxito de la misión. Al final de la guerra, totalizó 68 salidas.

### Posguerra

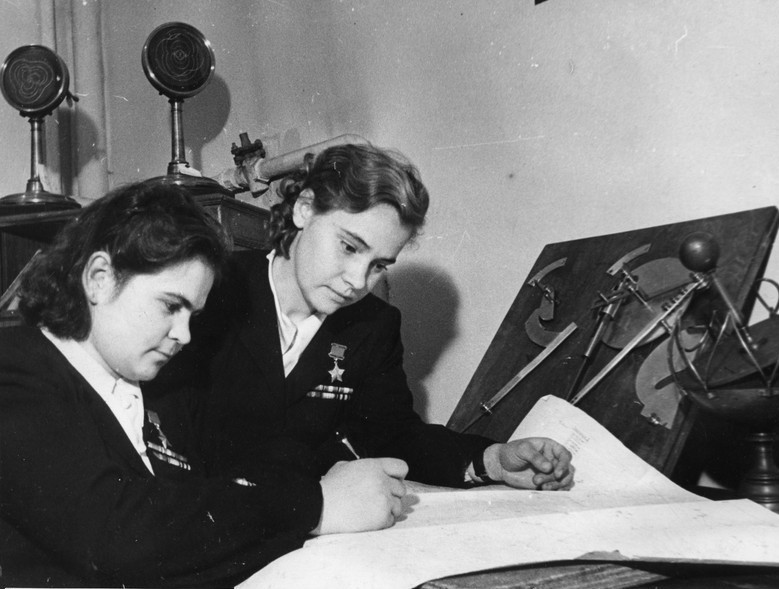
Yekaterina Riábova y Antonina Zubkova (derecha) en la Universidad Estatal de Moscú

En septiembre de 1945, fue desmovilizada y se reincorporó a la Facultad de Mecánica y Matemáticas de la Universidad Estatal de Moscú donde continuó sus estudios. En 1948 se graduó  y entró en la escuela de posgrado. Trabajó como profesora en la Academia de Ingeniería de la Fuerza Aérea Zhukovsky. Fue elegida diputada del Ayuntamiento de Moscú.
Después de la guerra se casó con Yevgeny Nedugov también navegante durante la guerra, a quien conoció en el frente. En 1947, nació su hija, Yelena. Zubkova murió el 13 de noviembre de 1950, algunas fuentes dicen que se suicidó otras que fue un accidente aéreo. Fue enterrada en el Cementerio de Vagánkovo de la capital moscovita.
«Hizo mucho por la Patria como combatiente. Ella podría haber hecho mucho por la ciencia», dijo el profesor de la Universidad Estatal de Moscú V. V. Golubev sobre su tumba.

## Condecoraciones

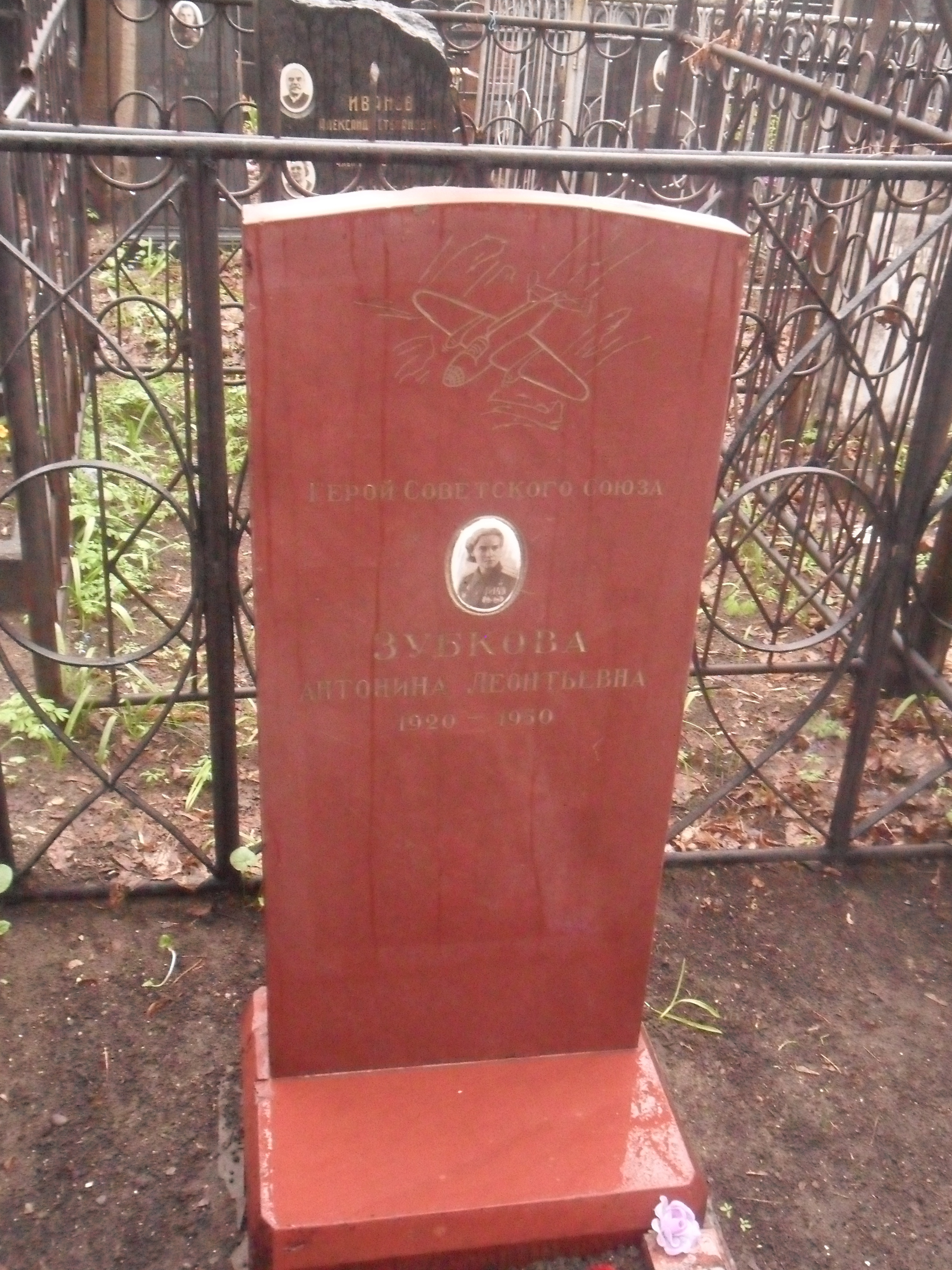
Tumba de Antonina Zubkova en el Cementerio de Vagánkovo de Moscú

Antonina Zubkova recibió las siguientes condecoracionesː 
|  | Héroe de la Unión Soviética (N.º 7928; 18 de agosto de 1945)                     |
|  | Orden de Lenin (18 de agosto de 1945)                                            |
|  | Orden de la Bandera Roja, dos veces (1943, 1944)                                 |
|  | Orden de la Estrella Roja (1943)                                                 |
|  | Medalla por la Defensa del Cáucaso (1944)                                        |
|  | Medalla por la Victoria sobre Alemania en la Gran Guerra Patria 1941-1945 (1945) |